# Аризарум
Ари́зарум (лат. Arīsarum) — род травянистых растений семейства Ароидные (Araceae).
Название берёт начало от греч. arisaron, используемого Диоскоридом в названии маленькой травы, упоминаемой Плинием по отношению, возможно, к самому аризаруму или к ароннику.

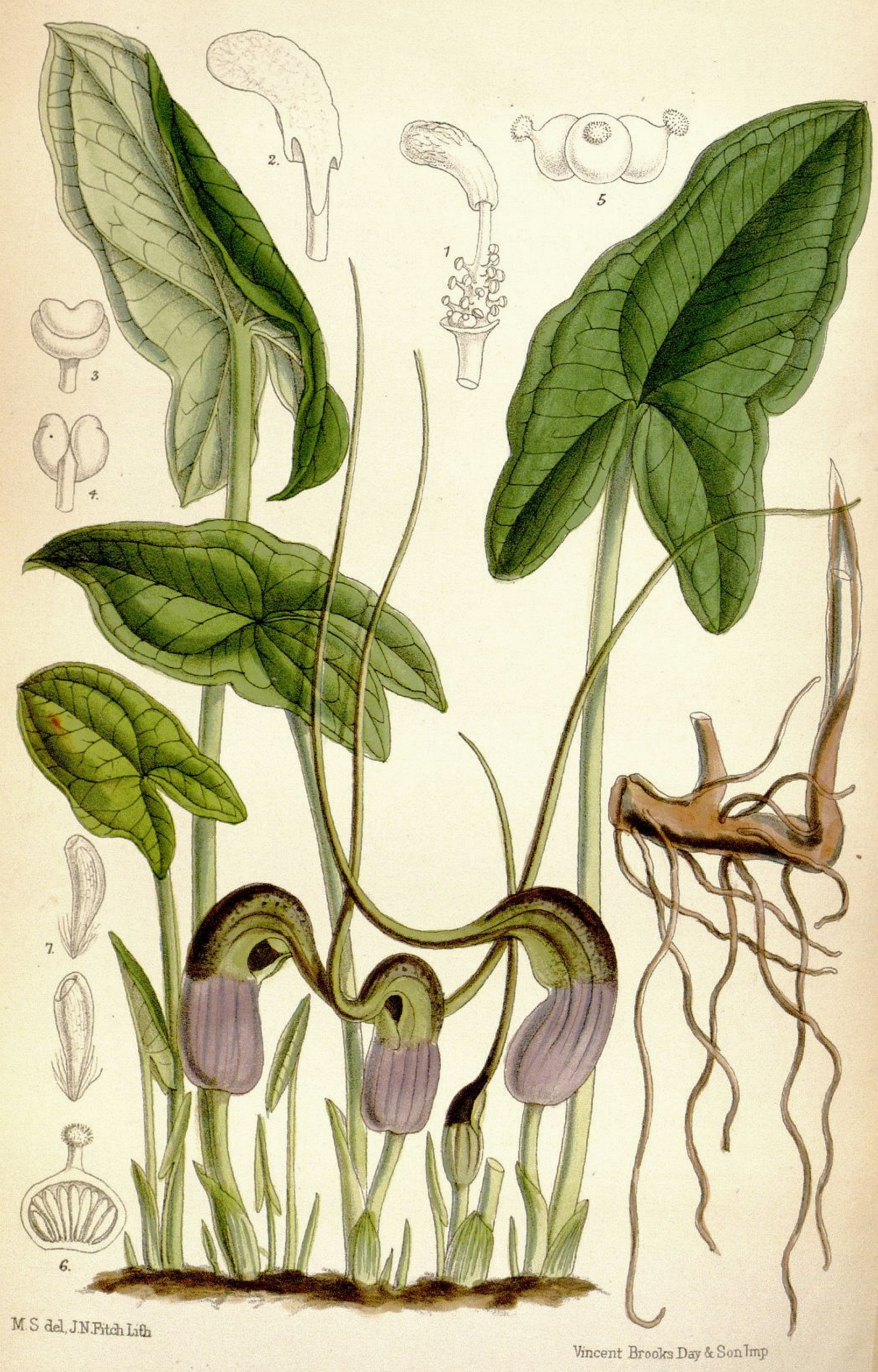
Аризарум хоботковидный (Arisarum proboscideum), W. Fitch в «Curtis's Botanical Magazine», том 108

## Ботаническое описание
Небольшие травы с периодом покоя. Стебель оканчивается клубнем от яйцевидного до цилиндрического или тонкими корнями со столонами (Arisarum proboscideum).

### Листья

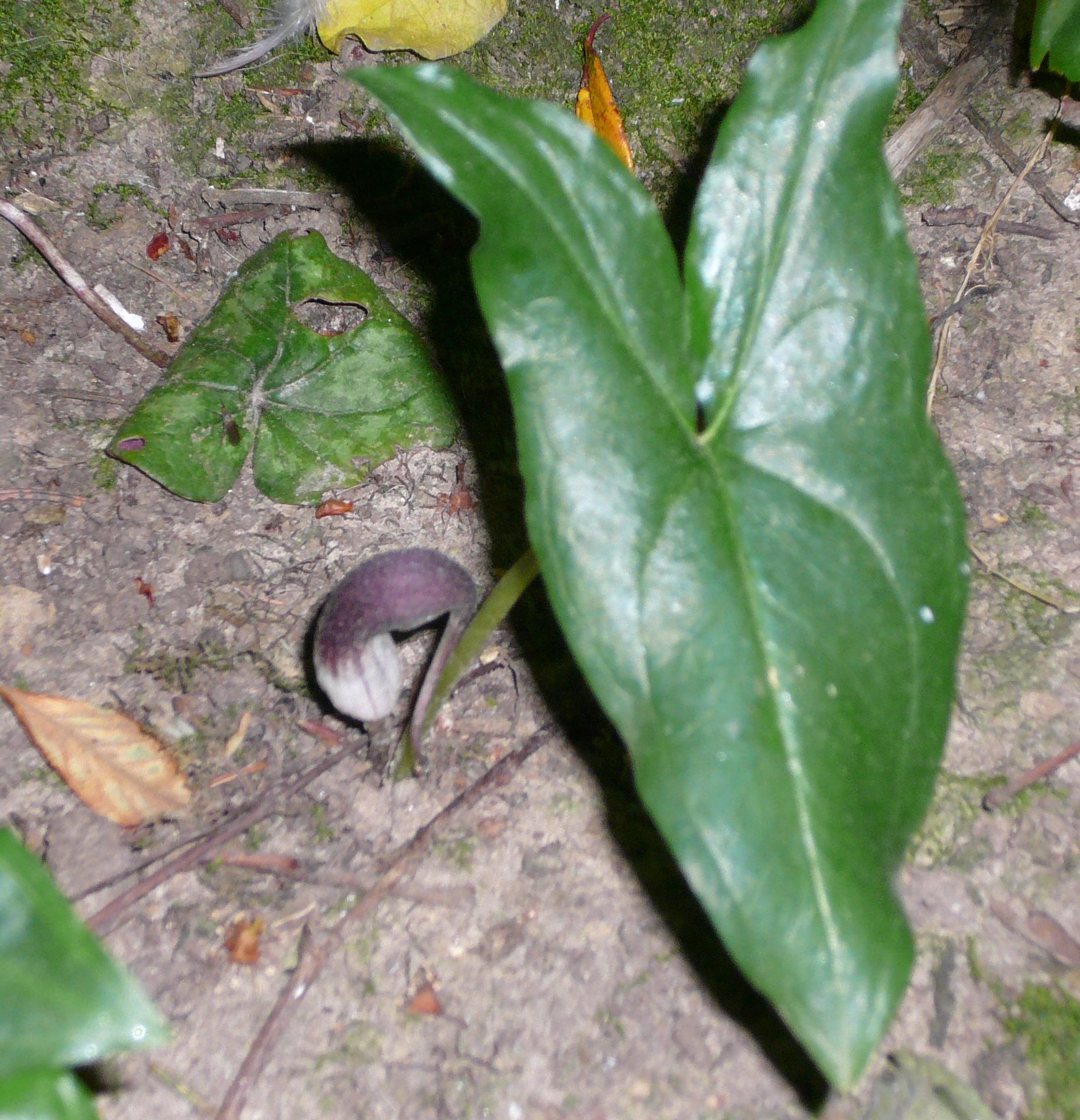
Лист аризарум хоботковидный|аризарума хоботковидного (Arisarum proboscideum)

Листья в числе 1—2(3). Черешки часто с редкими крапинками. Влагалища короткие. Листовые пластинки сердцевидно-заострённые или стреловидные. Первичные жилки перистые, берут начало от черешков, не доходя до края сливаются в общую жилку, жилки более высокого порядка образуют сетчатый узор.

### Соцветие и цветки

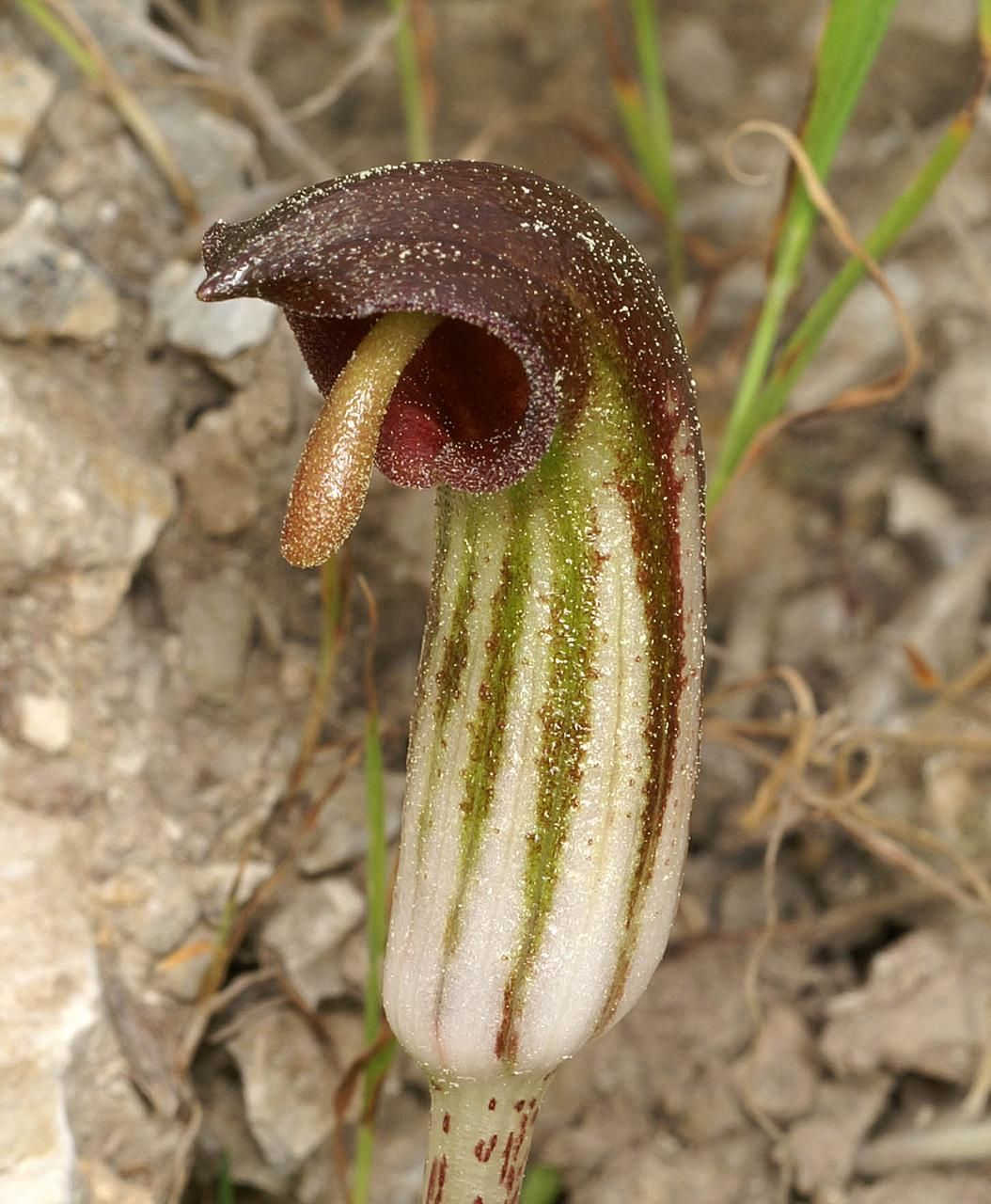
Соцветие аризарум обыкновенный|аризарума обыкновенного (Arisarum vulgare)

Соцветие появляется одновременно с листьями. Цветоножка короче или равна листу, часто пятнистая. Покрывало недолговечное; трубка вертикальная, края её соединены, цилиндрическая, у вершины немного сжатая, белая или с продольными полосами от белого до бледно-зелёного цвета; свободная часть раскрытая, вершина остроконечная или вытянутая в очень длинную, от прямой до искривлённой ленту, зеленоватая или коричневатая или фиолетово-коричневая.
Початок со сросшейся с покрывалом женской зоной, 2—5-цветковой, смежной с мужской зоной, мужская зона рыхлоцветковая, простирается более, чем на половину трубки покрывала, придаток голый либо на ножке с массивной верхушечной шляпкой, либо на ножке с толстой булавовидной, в основании усечённой, грибовидной верхушечной областью, либо без ножки и тонко-булавовидный.
Цветки однополые, околоцветник отсутствует. Тычиночные цветки с одной тычинкой. Тычиночная нить цилиндрическая, такой же длины или длиннее пыльника; пыльник круглый; связник тонкий; теки лопаются непрерывным единственным верхушечным разрезом. Завязь одногнёздная, сжато-шаровидная; семяпочек много, они ортотропные; плацента базальная; область столбика более-менее резко суженная; рыльце маленькое, полусферическое.
Аризарумы привлекают насекомых-опылителей, главным образом мух, отвратительным запахом. Попашие в трубку покрывала насекомые не могут оттуда выбраться, так как их дезориентируют светлые и тёмные участки в окраске покрывала. К. Фэгри и Л. ван дер Пэйл называют такие цветки оптическими ловушками.

### Плоды
Ягоды полусферические, сплющенные на верхушке, с поднятыми угловатыми краями, малосемянные; перикарпий мясисто-кожистый; пестик при плодах сохраняется.
Семена яйцевидные; теста продольноморщинистая; зародыш цилиндрический, верхушечный; эндосперм обильный.
Число хромосом 2n=28, 42, 56.

## Распространение и экология
Встречается от Макронезии до Средиземноморья и Западного Закавказья: Балеарские острова, Корсика, Франция, Португалия, Сардиния, Испания, Албания, Греция, Италия, Крит, Сицилия, Югославия, Алжир, Египет, Ливия, Марокко, Тунис, Азорские острова, Канарские острова, Мадейра, Ливан, Турция, Кипр, Палестина.
Растёт в лесах и среди кустарников, на камнях в маквистах, между скал, под деревьями и кустами.
Аризарум является эндемичным родом растений для Средиземноморской области (на запад до Макаронезии), включающей большую часть Пиренейского полуострова, прибрежные части Франции, Апеннинского и Балканского полуостровов (включая почти всю Грецию), острова Средиземного моря, Марокко, Северный Алжир, Тунис, Северо-Западную Триполитанию, Киренаику, небольшую прибрежную полосу в Северо-Западном Египте, побережье Леванта (большая часть Палестины и Ливан), Западную Сирию, Западную и Южную Анатолию.
Растения из рода Вошерия (Vaucheria) сифоновых водорослей (класс Хлорофициевые (Chlorophyceae)) паразитируют на листьях аризем.

## Химический состав
Все виды и все части растений ядовиты, род Аризарум внесён в список «Растения и продукты их переработки, содержащие психотропные, наркотические, сильнодействующие или ядовитые вещества».

## Практическое использование
Выращивается в садах в качестве декоративного, но довольно экзотического растения.
Аризарум обыкновенный используется в гомеопатии.

## Виды
В роду четыре вида:
- Arisarum aspergillum Dunal
- Arisarum proboscideum (L.) Savi — Аризарум хоботковидный
- Arisarum simorrhinum Durieu
- Arisarum vulgare O.Targ.Tozz. — Аризарум обыкновенный

## Прочие сведения
Аризарум был изображён на почтовой марке Гибралтара, 2004 год.